# Decadence (griechische Band)
Decadence ist eine 1996 gegründete Neofolk-Band aus Athen.

## Stil
Die Gruppe setzt sich zusammen aus Elias Negrin und Eyphrosyne Papamihalopoulou, die beide den Gesang bestreiten, sowie der für die Instrumente zuständige Petros Sgardelis. Die Musik von Decadence ist minimalistisch gehalten und besteht oft nur aus gesprochenem Text und ambient-artiger Musikuntermalung. Die Band ist in der Szene nicht unumstritten, spielte aber unter anderem auch auf dem Wave-Gotik-Treffen (WGT) in Leipzig.

## Diskografie
- 1998: A Beheaded Winner and Fragrances of Happiness
- 1999: Leftovers from Another Summer
- 2003: Something to Love, Something to Spend
- 2005: Where Do Broken Hearts Go?